# Brandon Yip
Brandon Yip (Vancouver, Britanska Kolumbija, Kanada, 25. travnja 1985.) kanadski je profesionalni hokejaš na ledu koji igra na poziciji desnog krila. Trenutačno je član Colorado Avalanchea koji se natječe u NHL-u.

## Karijera
Yip karijeru započinje 2003. godine zaigravši za klub Coquitlam Express koji se natjecao u BCHL-u. Tu provodi dvije sezone te odigrava 99 utakmica u regularnom dijelu sezona pri čemu prikuplja 131 bod. U prvoj sezoni s Coquitlamom bilježi i četiri nastupa u doigravanju iz kojih prikuplja tri boda. Nakon toga odlazi na Sveučilište Boston gdje igra za Boston Terriers, sveučilišnu hokejsku momčad, koji se natječe u NCAA-u. U četiri sezone ostvaruje 139 nastupa pri čemu prikuplja 108 bodova. U svojoj posljednjoj godini na sveučilištu osvaja prvenstvo NCAA.

### Colorado Avalanche (2009. - danas)
Na draftu 2004. godine u 8. krugu kao 239. izbor odabrao ga je Colorado Avalanche. Pet godina kasnije potpisuje ugovor s klubom. Nažalost, zbog ozljede ruke zadobivene u predsezonskim pripremama Yip je morao propustiti prva dva mjeseca sezone. Avalanche ga šalje u svoju AHL podružnicu Lake Erie Monsters te Yip 1. prosinca 2009. godine započinje svoju profesionalu karijeru. 18. prosinca 2009. godine Avalanche ga uvrštava u popis momčadi te već sljedećeg dana, u utakmici protiv Columbus Blue Jacketsa, upisuje svoj prvi nastup u NHL-u. 22. prosinca 2009. godine postiže i svoj prvi NHL pogodak u utakmici protiv Anaheim Ducksa. 30. prosinca 2009. godine ostvaruje i svoju prvu NHL asistenciju u utakmici protiv Ottawa Senatorsa.

## Statistika karijere
Bilješka: OU = odigrane utakmice, G = gol, A = asistencija, Bod = bodovi, KM = kaznene minute
| 2003./04.        | Coquitlam Express  | BCHL             | 56  | 31 | 38 | 69  | 87  | 4 | 1 | 2 | 3 | 14 |
| 2004./05.        | Coquitlam Express  | BCHL             | 43  | 20 | 42 | 62  | 92  | — | — | — | — | —  |
| 2005./06.        | Boston Terriers    | NCAA             | 39  | 9  | 22 | 31  | 59  | — | — | — | — | —  |
| 2006./07.        | Boston Terriers    | NCAA             | 18  | 5  | 6  | 11  | 29  | — | — | — | — | —  |
| 2007./08.        | Boston Terriers    | NCAA             | 37  | 11 | 12 | 23  | 28  | — | — | — | — | —  |
| 2008./09.        | Boston Terriers    | NCAA             | 45  | 20 | 23 | 43  | 118 | — | — | — | — | —  |
| 2009./10.        | Lake Erie Monsters | AHL              | 6   | 2  | 0  | 2   | 4   |   |   |   |   |    |
| 2009./10.        | Colorado Avalanche | NHL              | 14  | 6  | 4  | 10  | 8   |   |   |   |   |    |
| Sveukupno - BCHL | Sveukupno - BCHL   | Sveukupno - BCHL | 99  | 51 | 80 | 131 | 179 | 4 | 1 | 2 | 3 | 14 |
| Sveukupno - NCAA | Sveukupno - NCAA   | Sveukupno - NCAA | 139 | 45 | 63 | 108 | 234 | — | — | — | — | —  |
| Sveukupno - AHL  | Sveukupno - AHL    | Sveukupno - AHL  | 6   | 2  | 0  | 2   | 4   |   |   |   |   |    |
| Sveukupno - NHL  | Sveukupno - NHL    | Sveukupno - NHL  | 14  | 6  | 4  | 10  | 8   |   |   |   |   |    |

## Zanimljivosti
Yip je kineskog i irskog porijekla.

## Vanjske poveznice
- Profil na NHL.com
- Profil na The Internet Hockey Database